# 雙葉會
雙葉會，是1920年代日本軍隊中的秘密會社。
雙葉會是日本明治時代至第二次世界大戰期間軍中眾多極端民族主義團體之一，會員主要由日本陸軍士官學校1907年至1916年之間畢業的中級軍官組成。他們發現由於陸軍被長州藩控制，晉升為上將的機會非常渺茫。雖然最初成立目的是清除日本皇軍的“腐敗”分子，但它後來成為日本外交政策的問題。